# Falstaff (opera)

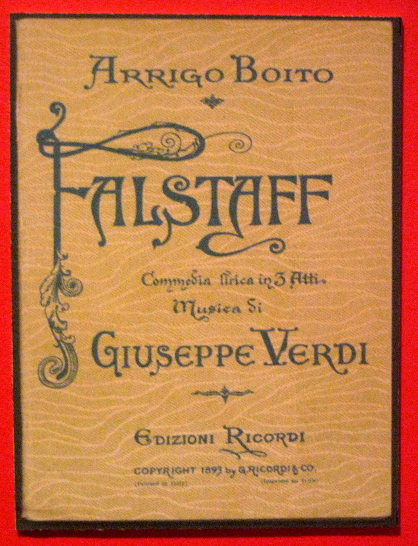

Falstaff là vở opera cuối cùng của nhà soạn nhạc thiên tài người Ý Giuseppe Verdi, đồng thời là vở opera hài duy nhất của ông. Sự ra đời của tác phẩm không phải có từ tác giả của nó mà là của bạn Verdi, Arrigo Boito. Boito đã khuyên Verdi sáng tác 1 vở opera hài, và chính Boito đã viết lời cho vở opera này dựa theo vở hài kịch Những bà vợ vui nhộn ở Windsor và Vua Henry IV của đại văn hào Anh William Shakespeare, phần 1 và phần 2 tương ứng với mỗi vở kịch trên. Tác phẩm này được Verdi viết vào các năm 1889-1892, sau được biểu diễn lần đầu tiên tại thành phố Milan, Ý vào năm 1893.